# 中島裕翔
中島 裕翔（なかじま ゆうと、1993年〈平成5年〉8月10日 - ）は、日本のアイドル、タレント、俳優、ファッションモデル。男性アイドルグループHey! Say! JUMPのメンバー。
東京都町田市出身。STARTO ENTERTAINMENT所属。

## 来歴
母親が勝手に履歴書を送り、2004年、小学5年生・10歳の時にジャニーズ事務所に入所し、ジャニーズJr.として活動を開始。ジャニーズJr.内ユニット・J.J.Expressやsmall but BIG 4のメンバーとして活動した他、Tap Kidsのリーダーとしても活動した。
2007年4月に期間限定ユニットHey! Say! 7が結成され、同年8月1日に「Hey! Say!」でCDデビュー。2007年9月24日に結成されたHey! Say! JUMPのメンバーに選ばれ、同年11月14日に「Ultra Music Power」でCDデビュー。
2012年2月17日、堀越高等学校を卒業。
2014年7月、フジテレビ系『水球ヤンキース』でドラマ単独初主演。
2016年6月、フジテレビ系『HOPE〜期待ゼロの新入社員〜』でGP帯連続ドラマ初単独主演を務める。
2016年1月9日公開の『ピンクとグレー』で映画初主演を務める。
2019年4月、舞台『WILD』で舞台初主演を務める。

## 人物
高身長のスラリとしたスタイルを活かし、2012年から男性ファッション雑誌『FINEBOYS』のレギュラーモデルをつとめるが、本人はそれまでファッションへの興味は皆無で、母親が買ってきた服を着ることがほとんどだったという。しかしモデルを務めることで意識が高まり、自身で他のファッション誌を研究したり、トレンドを取り入れるようになった。以降、日本ジーンズ協議会が主催するジーンズの似合う芸能人を選ぶ「ベストジーニスト」でも何度も上位にランクインし、2017年の第34回「ベストジーニスト2017」一般選出部門〔男性部門〕で初受賞を果たす。同年5月からは男性ファッション誌『MEN'S NON-NO』のレギュラーモデルにも抜擢された。その後、ベストジーニスト賞は2018年の第35回、2019年の第36回でも一般選出部門〔男性部門〕の1位となり、殿堂入りを果たした。
ドラムや乗馬など、ジャニーズの中でも上位に入るほど多趣味。なかでもカメラは27台所持し、保管するための防湿庫をプライベートで装備していたり、雑誌『duet』では撮影した写真の連載コーナーも担当している。
2018年から独学で英語を勉強しており、NHKの特番『まるごとSTAR WARS』はナビゲーターを務める傍ら、J・J・エイブラムスや制作スタッフに英語でインタビューを行った。2023年にベルリン国際映画祭に出席した際には英語でスピーチも行い、海外作品出演にも意欲を示した。
ドラマ『純愛ディソナンス』ではピアノ未経験ながら、吹き替え演奏なしで挑んだ。
6歳下の弟がいる。

## 受賞歴
- 2017年 第34回 ベストジーニスト 一般選出部門 男性1位[33]
- 2018年 第35回 ベストジーニスト 一般選出部門 男性1位[34]
- 2019年 第36回 ベストジーニスト 一般選出部門 男性1位[35]（今回をもって殿堂入り）

## 出演
グループでの出演はJ.J.Express#出演、small but BIG 4、Hey! Say! JUMP#出演を参照。個人での出演のみ記載。
※主演作は役名を太字で表記。

### テレビドラマ
- エンジン（2005年4月18日 - 6月27日、フジテレビ） - 草間周平 役[36]
- 24時間テレビスペシャルドラマ（日本テレビ）
  - 小さな運転士 最後の夢（2005年8月27日） - 西田朋久[36]（9 - 16歳時） 役
- 野ブタ。をプロデュース（2005年10月15日 - 12月17日、日本テレビ） - 桐谷浩二 役[36]
- プリマダム（2006年4月12日 - 6月21日、日本テレビ） - 倉橋遥生 役[37]
- 先生はエライっ!（2008年4月12日、日本テレビ） - 松木聡太 役（山田涼介、知念侑李、有岡大貴とカルテット主演）[38]
- スクラップ・ティーチャー〜教師再生〜（2008年10月11日 - 12月13日、日本テレビ） - 久坂秀三郎 役（山田涼介、知念侑李、有岡大貴とカルテット主演）[39]
- 理想の息子（2012年1月14日 - 3月17日、日本テレビ） - 小林浩司 役
- シェアハウスの恋人（2013年1月16日 - 3月13日、日本テレビ） - 津山凪 役
- 半沢直樹　第1話－第5話（2013年7月7日 - 8月11日、TBS） - 中西英治 役
- 東京バンドワゴン〜下町大家族物語 第2話・第8話[40]（2013年10月19日・11月30日、日本テレビ） - 増谷裕太 役
- 弱くても勝てます 〜青志先生とへっぽこ高校球児の野望〜（2014年4月12日 - 6月21日、日本テレビ） - 白尾剛 役[41]
- 水球ヤンキース（2014年7月12日 - 9月20日、フジテレビ） - 稲葉尚弥 役
- デート〜恋とはどんなものかしら〜（フジテレビ） - 鷲尾豊 役[42]
  - デート〜恋とはどんなものかしら〜（2015年1月19日 - 3月23日） - 鷲尾豊 役[42]
  - デート〜恋とはどんなものかしら〜 2015夏 秘湯（2015年9月28日） - 鷲尾豊 役
- 新春時代劇『信長燃ゆ』（2016年1月2日、テレビ東京） - 森蘭丸 役[43]
- 刑事バレリーノ（2016年1月9日、日本テレビ） - 臼島くるみ 役[44]
- HOPE〜期待ゼロの新入社員〜（2016年7月17日 - 9月18日、フジテレビ） - 一ノ瀬歩 役[45]
- 母になる（2017年4月12日 - 6月14日、日本テレビ） - 木野愁平 役[46]
- 99.9-刑事専門弁護士- SEASON II 第9話（2018年3月18日、TBS） - 久世亮平 役[47]
- SUITS／スーツ（フジテレビ） - 鈴木大貴 役[48]
  - Season1 (2018年10月8日 - 12月17日)
  - Season2（2020年4月13日・20日・7月27日 - 10月19日）
- 僕はどこから（2020年1月9日 - 3月19日、テレビ東京） - 竹内薫 役[49]
- しずかちゃんとパパ - 道永圭一 役
  - 「プレミアムドラマ」枠（2022年3月13日 - 5月1日、NHK BSプレミアム）
  - 「ドラマ10」枠（2023年7月25日 - 9月12日、NHK総合）[50]
- 純愛ディソナンス（2022年7月14日 - 9月22日、フジテレビ） - 新田正樹 役[51][52]
- 大奥「8代・徳川吉宗×水野祐之進編」（2023年1月10日 - 3月14日 、NHK総合） - 水野祐之進 役[53][54]
- 秘密〜THE TOP SECRET〜（2025年1月20日 - 4月7日、関西テレビ・フジテレビ） - 青木一行 / 鈴木克洋 役（板垣李光人とW主演）[55]
- ゴールドサンセット（2025年2月23日 - 3月30日、WOWOW） - 竹之内駿介 役[56]

### 映画
- ピンクとグレー（2016年1月9日） - 白木蓮吾 役[57]
- 僕らのごはんは明日で待ってる（2017年1月7日） - 葉山亮太 役[58][59]
- #マンホール（2023年2月10日） - 川村俊介 役[60][61]
- 366日（2025年1月10日） - 嘉陽田琉晴 役[62][63]

### 配信ドラマ
- 純愛ディソナンス 転調〜空白の5年間〜（2022年8月18日 - 、TVer） - 新田正樹 役[64]

### バラエティ番組
- YOUたち!（2006年10月8日 - 2007年9月30日、日本テレビ）[65]
- 百識〜百で知るひとつの知識〜（2006年10月 - 2008年3月、フジテレビ） - 準レギュラー
- 爆笑100分テレビ!平成ファミリーズ（2007年10月7日 - 2008年3月30日、日本テレビ） - 長男 平成裕翔 役[66]
- 時空間☆世代バトル 昭和×平成 SHOWはHey! Say!（2008年4月6日 - 2009年3月29日、日本テレビ）

### その他のテレビ番組
- まるごと STAR WARS（2015年5月4日、NHK総合） - ナビゲーター[67]
- まるごと STAR WARS〜いよいよ完結スペシャル〜（2020年1月10日、NHK総合） - ナビゲーター[68]

### 舞台
- Endless SHOCK（2005年1月8日 - 2月28日、帝国劇場）[36]
- One! -the history of Tackey-（2006年9月5日 - 28日、日生劇場）[37]
- WILD（2019年4月28日 - 5月25日、東京グローブ座 / 6月2日 - 5日、シアター・ドラマシティ） - アンドリュー 役[16][69]
- DISCOVER WORLD THEATRE vol.11『ウェンディ&ピーターパン』（2021年8月13日 - 9月5日、Bunkamuraオーチャードホール）- ピーターパン 役（黒木華とW主演）[70][71]
- ひげよ、さらば（2023年9月9日 - 30日、PARCO劇場 / 10月4日 - 9日、COOL JAPAN PARK OSAKA WWホール） - ヨゴロウザ 役[72][73]
- みんな鳥になって（2025年6月28日 - 7月21日、世田谷パブリックシアター / 7月25日 - 27日、兵庫県立芸術文化センター 阪急中ホール / 8月1日 - 3日、東海市芸術劇場 大ホール / 8月8日 - 10日、岡山芸術創造劇場 ハレノワ 大劇場 / 8月15日 - 17日、J:COM北九州芸術劇場 大ホール） - エイタン 役[74]

### イベント
- [スター・ウォーズ セレブレーション ジャパン 2025] 開催記念前夜祭 スター・ウォーズ祭り（2025年4月17日、豊砂公園）[75]

### CM
- Benesse「進研ゼミ中学準備講座」（2005年）[76]
- 日本生命保険相互会社「みらいのカタチ 20's」（2014年）[77]
- AOKI「フレッシャーズ 応援スーツフェア」（2015年）[45]
- パーソルテンプスタッフ（2019年7月 - ）[78]
  - 「気になる」「さすが！」（2019年7月）[79]
  - 「事務のやりがい」「派遣で充実ライフ」（2020年2月）[80]
  - 「ピンクの糸」「感謝」（2021年3月）[81][82]
  - 「はたらき方、いろいろ。」（2021年10月）[83]
  - 「はたらき方、いろいろ。」ダンス・バンド・応援団（2022年10月）[84]
  - 「満足度No.1」仕事探し・仕事のお悩み（2025年1月）[85]
- 玉屋「MISCH MASCH」（2021年6月 - ）[86]
- ニップン
  - 「オーマイプレミアム」（2021年10月 - ）[87]
  - 「よくばりシリーズ」御膳・プレート（2022年10月 - ）[88][89]

### ミュージックビデオ
- TOKIO 「自分のために」（2004年）[90][91]

## 書籍

### 雑誌
- 日之出出版『FINEBOYS』（2012年8月号 - 2017年3月号[92]） - レギュラーモデル
- 集英社『MEN'S NON-NO』（2017年6月号 - 2025年12月号予定） - レギュラーモデル[17][93]

### 雑誌連載
- Duet「Vrai Visage de JUMP」（2013年7月号 - 2022年12月号、集英社）

### WEB連載
- GAROU（2024年8月10日 - 、MEN'S NON-NO WEB）[94]

### 写真集
- Hue I am（2025年8月6日、集英社）[93][95]

## 作品
JASRAC公式サイトの「作品データベース検索サービス」において、「中島裕翔」を含む楽曲の検索結果をもとに記述。
| 曲名                         | 作詞            | 作曲                              | JASRAC 作品コード | 名義                                             | 収録                                                                                                 |
| ---------------------------- | --------------- | --------------------------------- | ----------------- | ------------------------------------------------ | --- |
| Waiting for the rain         | 亜美            | 城戸紘志                          | 239-4444-7        | Hey!Say!JUMP 中島裕翔                            | アルバム『SENSE or LOVE』〈初回限定盤〉 - 中島ソロ                                                   |
| You&You                      | 白井裕紀 新美香 | ha-j                              | 161-6303-6        | Hey!Say!JUMP 中島裕翔 知念侑李                   | |
| Super Super Night            | Vandrythem      | Janne Andersson Peter Heden       | 1F9-9965-7        | Hey!Say!JUMP ナイトスタイルピーポー              | アルバム『smart』〈通常盤初回プレス仕様〉特典CD - 知念侑李&中島裕翔&薮宏太（ナイトスタイルピーポー） |
| ペットショップラブモーション | Vandrythem      | Simön Janlöv Pessi Levanto DAICHI | 161-6303-6        | 知念侑李 中島裕翔 髙木雄也 伊野尾慧 Hey!Say!JUMP | アルバム『JUMPing CAR』〈初回限定盤2〉 - 知念侑李&中島裕翔&髙木雄也&伊野尾慧                         |
| Mr. Flawless                 | 藤林聖子        | Josef Melin                       | 7C9-7544-3        | Hey!Say!JUMP 中島裕翔 髙木雄也 薮宏太            | アルバム『DEAR.』〈初回限定盤2〉 - 中島裕翔&髙木雄也&薮宏太                                          |
| Dash!!                       | 中島裕翔        | 原一博                            | 169-8726-8        | Hey!Say!JUMP                                     | アルバム『JUMP NO.1』                                                                                |